# Misha Latuhihin
Misha Jonas Emanuel Latuhihin (Nijmegen, 26 december 1970) is een voormalig Nederlands volleybalinternational en behoort tot de gouden generatie die in 1996 olympisch kampioen werd in Atlanta.
Misha Latuhihin is spelverdeler en was lid van het Nederlands team dat goud veroverde in Atlanta door Italië in de finale te verslaan. Op het olympisch toernooi was hij de tweede spelverdeler achter Peter Blangé. Hij kwam 270 keer uit voor het Nederlands team.
Momenteel is Misha Latuhihin coach van Heren 1 van E.S.V.V. Hajraa uit Eindhoven en traint hij verschillende andere Hajraa-teams.
Peter Blangé · Rob Grabert · Guido Görtzen · Henk-Jan Held · Misha Latuhihin · Jan Posthuma · Brecht Rodenburg · Richard Schuil · Bas van de Goor · Mike van de Goor · Olof van der Meulen · Ron Zwerver